# わた・るぅー
わた・るぅーは、日本の漫画家、イラストレーター。プロフィールは現在非公開。

## 経歴
スクウェア・エニックス刊行の雑誌『月刊少年ガンガン』にて行われていた読者投稿コーナー、ドラゴンクエスト4コマクラブの4代目キングとなり、『ドラゴンクエスト4コママンガ劇場』12巻でデビュー。当時のペンネームは山崎渉で、その後はやまさきわたるなども使用し現在に至る。　
ドラクエ4コマの他にも、「スーパーマリオ」、「ファイアーエムブレム」、「星のカービィ」、「ゼルダの伝説」、「ポケットモンスター」など多数のゲーム4コマを手がけ、その後は宙出版や双葉社の「スーパーロボット大戦シリーズ」や美少女ゲームの4コマ・アンソロジーに活動の場を移す。
その後は『まんがタイムきららフォワード』（芳文社）、『ファミ通コネクト!オン』（KADOKAWA）などでオリジナル漫画の連載や読み切りを発表している。
2015年からは『ガールフレンド（仮）』のアプリ内公式コミックや、『コミックガム』（ワニブックス）、『COMICブースト』（幻冬舎コミックス）などで作品を連載している。
このほか、いくつかのソーシャルゲームなどでイラスト等を担当している。

## 作風
デビューがドラクエ4コマであるため、鳥山明（どちらかというと攻略本）に酷似した画風を持っていた。
これに限らず、二次創作においては原作に似せた絵柄を用いている。2000年代後半からは京都アニメーション作品の二次創作を精力的に行っており、画風もそれに準じたものへと変化している。
2013年からは『艦隊これくしょん』の同人、アンソロジーや、オリジナル漫画に軸足を移し、こちらは自身の絵柄で描いている。

## アンソロジー
- ドラゴンクエスト 4コママンガ劇場（スクウェア・エニックス）
- ヨッシーアイランド 4コママンガ劇場（スクウェア・エニックス）
- ポケットモンスター4コママンガ劇場（スクウェア・エニックス）（連載）
- ファイアーエムブレム聖戦の系譜 4コママンガ劇場（スクウェア・エニックス）
- ファイアーエムブレムトラキア776 4コママンガ劇場（スクウェア・エニックス）
- ゼルダの伝説ムジュラの仮面 4コママンガ劇場（スクウェア・エニックス）
- カービィのエアライド 4コママンガ劇場（スクウェア・エニックス）
- ストリートファイターIII 4コママンガ劇場（スクウェア・エニックス）
- CAPCOM VS SNK 4コママンガ笑スタジアム（宙出版）
- スーパーロボット大戦シリーズ（宙出版、双葉社）
- こみっくパーティーアンソロジーコミックス（宙出版）
- Kanonアンソロジーコミックス（宙出版）
- 艦隊これくしょん 佐世保鎮守府編 電撃コミックアンソロジー（アスキー・メディアワークス）
- けものフレンズ 電撃コミックアンソロジー ジャパリバス編１、２（アスキー・メディアワークス）
- 戦姫絶唱シンフォギア まんが DE 絶唱しんふぉぎあ（月刊ブシロード）
- 魔法少女大戦 4コマアンソロジー(ユーメイドCOMICS)
- SSSS.GRIDMAN ANTHOLOGY（KADOKAWA）
- SSSS.GRIDMANコミックアンソロジー SIDE:宝多六花（KADOKAWA）
- ボクのNTRRPGアンソロジーコミック（宙出版）
- 他多数

## コミカライズ
- ファイナルファンタジータクティクスアドバンス（ニンテンドーキッズ）（連載）
- もっと！ガールフレンド（アプリ内公式コミック、原作:サイバーエージェント）（連載）
- カフェオレはエリクサー（comicブースト、原作:富士とまと）（連載）
- 伝説の俺（ヤングドラゴンエイジ、原作:マサイ）（連載）

## オリジナル
- オン太とスライムくん（ファミ通コネクト!オン）（連載）
- わくてか☆Chu!（まんがタイムきららフォワード）
- サテンの夜（まんがタイムきららフォワード）
- ヨイチノユミ（ヤングエース）
- てみたー！（コミックガム）（連載）

## ライトノベル
- UNDER THE SEA～女神たちと鋼鉄の預言～（本文イラスト）

## アニメ
- 劇場版WIXOSS（ルリグデザイン協力）
- グリザイアの楽園（ファンブックイラスト協力）
- Just Because!（ファンブックイラスト協力）
- 劇場版グリッドマンユニバース（演出協力）

## ゲーム
- 幻獣姫（カードイラスト）
- ミリ姫大戦（カードイラスト）
- シンデレラナイン（カードイラスト）
- バルトハート（一部キャラデザイン）
- 姫銃-HiME×GUN-（一部キャラデザイン）

## 攻略本
- アプリ完全攻略Vol.23（表紙・本文イラスト）
- アプリ完全攻略Vol.3（表紙・本文イラスト）